# David Warrilow
David Warrilow, né le 28 décembre 1934 à Stone et mort le 17 août 1995 à Paris, est un acteur anglais d'origine irlandaise. Il est considéré comme un des meilleurs interprètes de l'œuvre de Samuel Beckett. Il a également travaillé avec Bob Wilson, Richard Foreman, et Peter Sellars.

## Biographie
Warrilow a étudié à l'Université de Reading avec James Knowlson, le biographe de Beckett. À Paris en 1967, Warrilow fonde une revue, Réalités, et rejoint la troupe du théâtre Mabou Mines en 1970. Trois ans après, il joue dans une adaptation théâtrale du Dépeupleur de Beckett, mise en scène par Lee Breuer. 
À la demande de Warrilow, le dramaturge irlandais écrit Solo pour lui en 1979, impressionné par le bilinguisme de l'acteur. « En août 1977, écrit James Knowlson, l'acteur David Warrilow qui a remporté un triomphe dans l'adaptation new-yorkaise du Dépeupleur confie à Beckett son désir de jouer dans une pièce en solo qui serait écrite pour lui. Par retour de courrier, l'écrivain lui demande s'il peut lui préciser ce à quoi il pense. Warrilow répond : « Je voyais, l'image d'une homme debout sur une scène, éclairé par en haut. Il se tient dans une sorte de cône de lumière. On ne distingue pas son visage et il parle de la mort. » La lettre que lui envoie alors Beckett commence par ces mots : Ma naissance fut ma perte. »
Entre 1986 et 1995, Warrilow a joué au théâtre en France avec le metteur en scène Joël Jouanneau, interprétant les textes de Samuel Beckett, Thomas Bernhard, Joseph Conrad, Robert Pinget, et Robert Walser.
Il a incarné le rôle de Garland Stanford dans le film, Barton Fink, réalisé par Joel Cohen (1991).

## Filmographie sélective
- Les Derniers Jours d'Emmanuel Kant (1993) de Philippe Collin
- Barton Fink (1991) de Joel Coen
- La Chambre de Buster (1991) de Rebecca Horn
- L'Orchestre rouge (1989) de Jacques Rouffio
- Radio Days (1987) de Woody Allen
- Le Dépeupleur (1984) de David Warrilow (adaptation filmique du roman de Samuel Beckett)

## Théâtre
- 1978 : The Lost Ones d'après Le Dépeupleur de Samuel Beckett, mise en scène Lee Breuer, Théâtre Gérard Philipe
- 1983 : Solo, cette fois de Samuel Beckett, mise en scène K.D. Codish, Théâtre national de Strasbourg, Théâtre Gérard Philipe
- 1985 : "Marat-Sade" de Peter Weiss, mise en scène mise en scène Walter Le Moli, MC93, Bobigny
- 1986 : Catastrophe et Impromptu d'Ohio de Samuel Beckett, mise en scène Pierre Chabert, Théâtre Renaud-Barrault
- 1987 : L'Hypothèse de Robert Pinget, mise en scène Joël Jouanneau, Festival d'Avignon
- 1988 : Minetti de Thomas Bernhard, mise en scène Joël Jouanneau, Théâtre des Treize Vents
- 1990 : Les Enfants Tanner de Robert Walser, mise en scène Joël Jouanneau, Théâtre de la Bastille
- 1990 : En attendant Godot de Samuel Beckett, mise en scène Joël Jouanneau, Théâtre Nanterre-Amandiers
- 1992 : Le Marin perdu en mer de Joël Jouanneau, Théâtre de l'Athénée-Louis-Jouvet
- 1992 : Au cœur des ténèbres de Joël Jouanneau, adaptation d'après Joseph Conrad, Théâtre de l'Athénée-Louis-Jouvet
- 1993 : L'Inquisitoire de Robert Pinget
- 1994 : La Dernière Bande de Samuel Beckett, mise en scène Joël Jouanneau, Théâtre de l'Athénée-Louis-Jouvet
- 1994 : Compagnie de Samuel Beckett, mise en scène Joël Jouanneau, Petit Odéon

## Publications
Warrilow, David (2006). Warrilow Solos, Actes Sud.

## Distinctions
- Prix du Syndicat de la critique 1994 : meilleur comédien dans Compagnie